# 5è Exèrcit (Unió Soviètica)
El 5è Exèrcit Bandera Roja era un Exèrcit de camp de l'Exèrcit Roig soviètic durant la Segona Guerra Mundial, i actualment és una formació de les Forces terrestres russes al Districte militar de l'Extrem Orient. Va ser format el 1939, i serví durant la invasió soviètica de Polònia d'aquell any; i va ser desplegat al sector sud de les defenses soviètiques quan els alemanys iniciaren l'Operació Barbarroja al juny de 1941. Durant els desastrosos primers mesos de Barbarroja, el V Exèrcit va ser encerclat i destruït als voltants de Kíev.
Reformat sota Leliuxenko i Govarov, participà en la defensa de Moscou i, posteriorment, en les campanyes ofensives que alliberaren el territori soviètic i penetraren a Polònia i Alemanya. El V Exèrcit arribà fins a Prússia Oriental quan va ser destinat a l'Extrem Orient per participar en l'atac soviètic sobre el Japó. Des de 1945, primer sota la Unió Soviètica i en l'actualitat sota Rússia, el V Exèrcit ha format part del Districte militar de l'Extrem Orient, vigilant la frontera amb la República Popular de la Xina

## Història

### Creació i organització
El V Exèrcit va ser creat l'agost de 1939 al districte militar especial de Kíev, a partir del Grup d'Exèrcit Nord (originalment Xepetovskaia). Al setembre, prengué part en la invasió soviètica de Polònia, justificada pel Pacte Molotov-Ribbentrop. L'exèrcit va ser situat a les ordres del general Ivan Sovetnikov.
El 22 de juny de 1941, el V Exèrcit consistia en el 15è Cos de Fusellers (sota el coronel I.I. Fediuninski, i incorporà la 45a i la 62a divisions de fusellers; a més del 27è Cos de Fusellers (divisions de fusellers 87a, 125a i 135a) i el 22è Cos Mecanitzat (19a i 41a divisions de tancs i 215a Divisió Mecanitzada, la 2a Regió Fortificada, 7 regiments d'artilleria, un regiment d'enginyers i 2 regiments fronterers de l'NKVD.

### Batalla de les fronteres
Les divisions de fusellers van ser destinades a cobrir les aproximacions de Lutsk-Rovno, i encarregades de cobrir els districtes fortificats de Kòvel, Strumilov i Vladimir-Volinsk. L'Exèrcit va ser aquarterat a uns 50 km de la frontera, i necessitaria entre 3 i 4 dies per ocupar les seves posicions. No obstant això, el 22 de juny el 15è Cos de Fusellers aconseguí ocupar el seu lloc a la línia, situat al sector de Vlodava a Vladimir-Volinsk; tot i que el mateix dia, la punta sud començà a caure.
La principal amenaça alemanya al sector estava en el punt d'unió entre el V Exèrcit i el seu veí meridional, el 6è Exèrcit, i ambdós exèrcits dirigiren ràpidament les seves unitats mecanitzades per intentar tapar l'escletxa, però sense èxit. El comandant del Front Sud-oest, Mikhail Kirponos, decidí tallar-ho mitjançant un atac al flanc del Primer Grup Panzer, emprant-hi totes les forces mòbils disponibles (5 cossos mecanitzats). No va tenir èxit davant de l'avanç alemany, per la manca de coordinació entre les diverses formacions soviètiques, la mancança d'equipament, recanvis, especialment d'equips de ràdio. Mentrestant, el Major General de Blindats Mikhaïl Potapov, llavors comandant del V Exèrcit, ordenà un nou atac sobre el flanc del Primer Grup Panzer des dels boscos de Klevany el 29 de juny. Tot i aquests esforços, Kirponos ordenà la retirada del seu front a una línia gairebé situada en l'antiga frontera soviètico-polonesa, intentant que els alemanys no superessin aquesta nova línia defensiva.
L'11a Divisió Panzer conquerí Berdítxiv el 7 de juliol, trencant la juntura entre el V i el VI Exèrcits. La STAVKA ordenà a Kirponos que retirés al V Exèrcit al districte fortificat de Korosten, al nord-oest de Kíev. L'escletxa entre ambdós exèrcits ràpidament va ampliar-se fins a 50 km. Per solucionar la situació s'ordenà un nou contraatac, i Potapov, ara comandant els cossos de fusellers 15è i 31è i els 9è Cos Mecanitzat, 19è Cos Mecanitzat i 22è Mecanitzats, va dirigir-se a colpejar cap al nord des de Berdítxiv i Liubar. Però les seves forces estaven molt malmeses: al 9è Cos Mecanitzat només li quedaven 64 tancs, al 22è encara menys de la meitat, i els regiments de fusellers del 31è Cos no tenien més de 300 homes. No obstant això, les tropes de Potapov van tallar els turons de Jitomir i van mantenir la pressió durant una setmana; després continuaren atacant el flanc nord del 6è Exèrcit alemany.
El 7 de setembre, el 5è Exèrcit es trobava amenaçat de ser partit en dos pel 2n Exèrcit alemany, que venia des de l'est, i pel 6è Exèrcit que venia des de Kíev. La Stavka no els concedí inicialment permís per retirar-se, i encara esperaven els resultats d'un contraatac del Front de Briansk. El 9 de setembre, Stalin finalment autoritzà la retirada del V Exèrcit, però llavors ja es trobava atrapat; i el 20 de setembre, Potapov i el seu grup de comandament van ser fets presoners. En la desastrosa batalla, les tropes alemanyes havien encerclat les tropes dels exèrcits 5è, 21è, 26è i 37è, havien capturat Kíev i afirmaven haver fet 665.000 presoners (les fonts soviètiques indiquen que les forces totals del Front Sud-oest eren de 677.000 homes, dels quals 150.000 van escapar).

### Moscou
El 5è Exèrcit tornà a formar-se per segona vegada l'octubre de 1941, sota el comandament del Major General Dmitri Leliuxenko, com a part del Front Occidental Soviètic. Estava format per dues divisions de fusellers i 3 brigades de tancs. A la batalla de Borodino, on també tingué lloc una batalla napoleònica, les primeres seccions del nou exèrcit que arribaren al front (dos regiments de la 32a divisió de fusellers i les brigades de tancs 18a i 19a) van provar d'aturar l'avanç de la 10a Divisió Panzer i de la 2a Divisió SS Das Reich, que es dirigien cap Mojaisk. Leliuxenko va ser ferit i el comandament de l'exèrcit passà al tinent general d'artilleria Leonid Góvorov. Amb unes reserves escasses, Mojaisk va caure el 18 d'octubre. Aquell mateix any, més tard, el V Exèrcit participà en l'operació ofensiva Klin-Solnechogorsk Arxivat 2007-10-12 a Wayback Machine..
El 15 de novembre s'inicià un nou atac alemany contra Moscou, però hi hagué durs combats als flancs, on, fins al 28 de novembre, el 5è Exèrcit, juntament amb els altres dos exèrcits que formaven el centre del Front Occidental (el 33è i el 43è) es mantenien ferms, malgrat alguns atacs al sector més oriental de la seva línia. L'1 de desembre, el XX Cos alemany llançà un darrer esforç per arribar a Moscou, dirigint un furiós atac ver la junció del 5è i el 33è Exèrcit, dirigit a l'autopista Moscou-Minsk, la ruta més directa cap a la capital soviètica. Tot i superar les defenses del 33è Exèrcit a Naro-Fominsk, el Mariscal Júkov llançà totes les reserves disponibles per tapar l'escletxa, i el 4 de desembre la situació s'havia restaurat i el comandament soviètic podia tornar a planejar la contraofensiva.
Com a part de la contraofensiva d'hivern des de Moscou, el V Exèrcit començà les seves accions ofensives l'11 de desembre, dirigint-se a Ruza-Kolyubakovo, mentre que les unitats del flanc dret s'unien al 16è Exèrcit a Istra. El V Exèrcit derrotà els alemanys prop de Zvenigorod, i el 2n Cos de Cavalleria de la Guàrdia atacà la rereguarda alemanya, fent possibles majors avanços. A les directives del Front Occidental del 6 i del 8 de gener de 1942, el V Exèrcit rebé ordres per flanquejar, i després de reconquerir Mojaisk el 16 de gener. El V Exèrcit, llavors format per 7 divisions de fusellers, la 82a Divisió Motoritzada de Fusellers, 3 brigades independents de fusellers i la 20 Brigada de Tancs, que es posà en moviment a mitjans de gener, i pel 20 va conquerir la ciutat. No obstant això, les seves divisions de fusellers tenien menys de 2.500 homes cadascuna, i l'Exèrcit començà a perdre forces.
El 20 de març, una directiva de la STAVKA donà noves instruccions als Fronts Occidental i de Kalinin i, entre aquests, el V Exèrcit va rebre l'ordre, quan l'ofensiva va començar, que conquerís Gzhatsk l'1 d'abril, i després que capturés Vyazma en conjunció als exèrcits 43è, 49è i 50è. L'abril del 1942, Góvorov va ser destinat al Front de Leningrad, sent substituït eventualment pel tinent general Ivan Ivanovitx Fediuninski (abril - octubre de 1942), al qual seguí el Coronel General Jacob Timofeevitx Txerevitxenko.

### Passa a l'ofensiva
Com a part del Front Occidental, el V Exèrcit participà en l'Operació de Rjev-Viazma, incloent-hi la Segona Ofensiva Rjev-Sichiovka, al novembre i desembre de 1942. Després, conjuntament amb el 10è Exèrcit de la Guàrdia i el 33è Exèrcit lluità a l'Segona Batalla de Smolensk, sent comandat pel tinent general Vitali Sergeevitx Polenov, tot i que durant un breu període va ser comandat pel tinent general Peter Xafranov. Durant l'Operació Bagration el 1944, forma part del 3r Front de Belarús. Ara, a les ordres del Coronel general Nikolai Ivànovitx Krílov, va ser situat al Grup Septentrional del front, al costat del 39è Exèrcit i d'un Grup mecanitzat de cavalleria, format pels cossos mecanitzats 3r i 3r de la Guàrdia. L'exèrcit avançà per Vilnius, que va ser netejat el 13 de juliol amb l'ajut dels grups clandestins polonesos i després d'una cruenta batalla al centre de la ciutat. Les darreres accions a Europa van ser l'Ofensiva de Prússia Oriental el 1945. Unitats de la 184a Divisió de Fusellers, llavors assignada al V Exèrcit, van ser les primeres a arribar a la frontera de preguerra el 17 d'agost de 1944. Amb els altres exèrcits del 3r Front Belarús, el V Exèrcit participà en la fallida Operació Gumbinnen del mes d'octubre, en què les tropes soviètiques no van poder trencar les defenses de la Prússia oriental. En el transcurs de la segona ofensiva de Prússia oriental, juntament amb altres exèrcits del front, el V Exèrcit destruí els grups enemics de Tilsit-Insterburg i Khalchberg, i el 23 de gener ocuparen Insterburg. En el darrer escenari del seu servei a Europa participà en la destrucció del XXVIII Corps alemany, que havia quedat atrapat a la península de Samland.
El 20 d'abril de 1945, el V Exèrcit va ser traspassat per la STAVKA de la reserva VGK al Grup de Forces Marítim, una de les formacions que seria enviada a l'Extrem Orient per reforçar les tropes soviètiques en preparació a l'inici de les hostilitats contra el Japó. El GFM va passar a anomenar-se 1r Front de l'Extrem Orient el 5 d'agost de 1945. Durant l'operació Harbin-Girin, les tropes del V Exèrcit realitzaren l'atac principal, avançant per la zona de Volinski, superant la resistència de les tropes japoneses, avançant cap al pas de Taypinliy.

### Postguerra
Després de la victòria sobre el Japó, el V Exèrcit seguí a l'Extrem Orient, sent l'exèrcit més poderós del Districte Militar de l'Extrem Orient durant tot el període de postguerra. Després del desmantellament del 9è Exèrcit Mecanitzat i del 25è Exèrcit el 1957, la composició del V Exèrcit augmentà amb diverses divisions, que finalment van ser la 277a Divisió de Fusellers Motoritzada i la 123a Divisió de Fusellers Motoritzada de la Guàrdia. A les dècades de 1970 i 1980 també formaren part les divisions 81a de Fusellers Motoritzada de la Guàrdia i la 199a de Fusellers Motoritzada. També s'hi afegiren diverses regions fortificades. El General Igor Rodionov, posteriorment ministre de defensa rus, comandà l'Exèrcit entre 1983 i 1985.

### Sota la Federació Russa
Actualment, encara existeix el V Exèrcit Rus, amb el Quarter General situat a Ussuriysk, però ha patit diverses reorganitzacions i reduccions, el 29 de novembre del 2000, el llavors comandant del Districte Militar de l'Extrem Orient, Coronel General Iuri Iakubov, afirmà que només hi havia 4 regiments totalment operatius i diverses divisions al districte disposades per combatre. A més, les darreres maniobres per a les divisions de reserva van ser el 1985. L'octubre de 1999 s'informà que només un regiment de Iekaterinoslavka estava complet al 100% en tot el V Exèrcit.
El 2007, els informes russos afirmaven que l'exèrcit estava format per les Divisions de Fusellers Motoritzades 81a de Guàrdies (Bikin) i 121a (Sibirtsevo), la 127a i 129a Divisions d'artilleria, la 130a Divisió d'Artilleria (Lesozavodsk), la 20a Brigada de Coets, el 719è Regiment de Llançadors Múltiples de Coets (Pokrovka), el 958è Regiment d'Artilleria Antitanc i d'altres formacions menors de combat i suport.

## Unitats

### 1 de juliol de 1942
- 19a Divisió de Fusellers
- 32a Divisió de Fusellers
- 50a Divisió de Fusellers
- 108a Divisió de Fusellers
- 144a Divisió de Fusellers
- 329a Divisió de Fusellers
- 336a Divisió de Fusellers
- 82a Divisió Motoritzada
- 37a Brigada de Fusellers
- 43a Brigada d'Infanteria
- 60a Brigada de Fusellers

### 1 d'agost de 1944
- 45è Cos de Fusellers
  - 159a Divisió de Fusellers
  - 184a Divisió de Fusellers
  - 338a Divisió de Fusellers
- 65è Cos de Fusellers
  - 97a Divisió de Fusellers
  - 144a Divisió de Fusellers
  - 371a Divisió de Fusellers
- 72è Cos de Fusellers
  - 63a Divisió de Fusellers
  - 215a Divisió de Fusellers
  - 277a Divisió de Fusellers[24]

### 1 d'abril de 1945
- 45è Cos de Fusellers
  - 157a Divisió de Fusellers
  - 159a Divisió de Fusellers
  - 184a Divisió de Fusellers
- 65è Cos de Fusellers
  - 97a Divisió de Fusellers
  - 144a Divisió de Fusellers
  - 371a Divisió de Fusellers
- 72è Cos de Fusellers
  - 63a Divisió de Fusellers
  - 215a Divisió de Fusellers
  - 277a Divisió de Fusellers

### 9 d'agost de 1945
- 17è Cos de Fusellers
  - 187a Divisió de Fusellers
  - 366a Divisió de Fusellers
- 45è Cos de Fusellers
  - 157a Divisió de Fusellers
  - 159a Divisió de Fusellers
  - 184a Divisió de Fusellers
- 65è Cos de Fusellers
  - 97a Divisió de Fusellers
  - 144a Divisió de Fusellers
  - 190a Divisió de Fusellers
  - 371a Divisió de Fusellers
- 72è Cos de Fusellers
  - 63a Divisió de Fusellers
  - 215a Divisió de Fusellers
  - 277a Divisió de Fusellers
- 72a Brigada de Tancs
- 76a Brigada de Tancs
- 208a Brigada de Tancs
- 210a Brigada de Tancs
- 218a Brigada de Tancs
- 105a Àrea Fortificada
- 35 brigades i regiments d'artilleria[25]

## Comandants
- Major General de Blindats Mikhaïl Ivanovitx Potapov (juny-setembre de 1941)
- Major General Dmitri Danílovitx Leliuxenko (fins al 17 d'octubre de 1941)
- Tinent General d'artilleria Leonid Góvorov (18 d'octubre de 1941 – abril de 1942)
- Tinent General Ivan Ivanovitx Fediuninski (abril - octubre de 1942)
- Coronel General Jacob Timofeevitx Txerevitxenko (octubre de 1942 – 27 de febrer de 1943)
- Tinent General Vitali Sergeevitx Polenov (27 de febrer de 1943 - octubre de 1943)
- Coronel general Nikolai Ivànovitx Krílov (octubre 1943-octubre 1944)
- Tinent General Peter Xafranov (octubre-desembre 1944)
- Coronel general Nikolai Ivànovitx Krílov (desembre de 1944 – agost de 1945)
- General Igor Rodionov (1983 – 1985)